# アレホ・コラル
アレホ・コラル（Alejo Corral、1981年9月11日 - ）は、ウルグアイのラグビーユニオン選手。

## プロフィール
- アルゼンチン・ブエノスアイレス出身[1]。
- ポジションはプロップ(PR)。
- 身長 173cm、体重 110kg
- 兄のマティアスは元ラグビー選手(元アルゼンチン代表)。
- ウルグアイ代表通算キャップ数は55でラグビーワールドカップ2015のウルグアイ代表に選ばれた[2]。

## 略歴
サンニオを経て、2007年、SICに加入。